# Katatonia (zespół muzyczny)
Katatonia – szwedzki zespół, znany jako jeden z pionierów doom metalu, razem z Thergothon, Winter, Anathema i Paradise Lost.
Założony w roku 1987 pod nazwą Melancholium przez dwóch przyjaciół, Jonasa i Andersa szwedzki zespół stał się jednym z pionierów gatunku doom metal. W 1991 roku formacja przyjęła nazwę Katatonia. Później muzycy zmienili nieco styl, głównie z powodu kłopotów zdrowotnych wokalisty, idąc w kierunku metalu progresywnego i spokojnego rocka o dość depresyjnym wydźwięku. Ostatnie dwie płyty pokazały jednak, że Katatonia dalej jest głównie metalowym zespołem. Główny kompozytor grupy to gitarzysta Anders „Blakkheim” Nyström. Do tej pory Katatonia nakręciła pięć teledysków, do utworów: „My Twin”, „Deliberation”, „July”, „Day And Then The Shade” oraz „The Longest Year”. Do składanki koncertowej „The Black Sessions” wydanej w roku 2005 dołączane jest DVD z koncertu w Krakowie.

## Muzycy
Obecny skład zespołu
- Jonas „Lord Seth” Renkse – perkusja, wokal prowadzący, gitara, instrumenty klawiszowe (od 1991)
- Niklas „Nille” Sandin – gitara basowa (od 2010)
- Daniel Moilanen – perkusja, instrumenty perkusyjne (od 2015)[5]
- Nico Elgstrand - gitara (od 2025)
- Sebastian Svalland - gitara (od 2025)

Byli członkowie zespołu
- Guillaume „Israphel Wing” Le Huche – gitara basowa (1992–1995)
- Mikael Oretoft – gitara basowa (1995–1998)
- Fredrik „North” Norrman – gitara (1994–2009)[6]
- Mattias „Kryptan” Norrman – gitara basowa (1999–2009)[6]
- Per „Sodomizer” Eriksson – gitara (2010–2014)[7]
- Daniel Liljekvist – perkusja, instrumenty perkusyjne (1999–2014)[8]
- Roger Öjersson – gitara (2016-2024)
- Anders „Blakkheim” Nyström – gitara basowa, instrumenty klawiszowe, gitara, wokal wspierający (1991-2025)

Muzycy koncertowi
- Kristian Pook – gitara (1993)
- Mikael Åkerfeldt – gitara (1993–1994)
- Per „Sodomizer” Eriksson – gitara (2009–2010)
- Kennet Englund – perkusja, instrumenty perkusyjne (1996)
- Daniel Moilanen – perkusja, instrumenty perkusyjne (2014–2015)
- JP Asplund – instrumenty perkusyjne (2014)
- Niklas „Nille” Sandin – gitara basowa (2009–2010)
- Bruce Soord – gitara (2014)
- Tomas Åkvik – gitara, wokal wspierający (2014–2016)
- Nico Elgstrand - gitara (2022-2025)
- Sebastian Svalland - gitara (2024-2025)

## Dyskografia
Albumy studyjne
| Dance of December Souls                 | - Data: 14 grudnia 1993 - Wydawca: No Fashion Records  | –   | –  | –  | –  | –   | –  | –   | –  |                  |
| Brave Murder Day                        | - Data: lipiec 1996 - Wydawca: Avantgarde Music        | –   | –  | –  | –  | –   | –  | –   | –  |                  |
| Discouraged Ones                        | - Data: 27 kwietnia 1998 - Wydawca: Avantgarde Music   | –   | –  | –  | –  | –   | –  | –   | –  |                  |
| Tonight’s Decision                      | - Data: 31 sierpnia 1999 - Wydawca: Peaceville Records | –   | –  | –  | –  | –   | –  | –   | –  |                  |
| Last Fair Deal Gone Down                | - Data: 8 maja 2001 - Wydawca: Peaceville Records      | –   | –  | –  | –  | –   | –  | –   | –  |                  |
| Viva Emptiness                          | - Data: 24 marca 2003 - Wydawca: Peaceville Records    | –   | –  | 17 | –  | –   | –  | –   | –  |                  |
| The Great Cold Distance                 | - Data: 13 marca 2006 - Wydawca: Peaceville Records    | –   | 42 | 8  | –  | –   | –  | –   | –  |                  |
| Night Is the New Day                    | - Data: 2 listopada 2009 - Wydawca: Peaceville Records | 141 | 39 | 8  | 77 | –   | –  | –   | –  |                  |
| Dead End Kings                          | - Data: 27 sierpnia 2012 - Wydawca: Peaceville Records | 88  | 12 | 4  | 21 | 142 | 46 | 138 | 60 | - USA: 6,3 tys.+ |
| Dethroned and Uncrowned                 | - Data: 9 września 2013 - Wydawca: Kscope Music        | –   | –  | 33 | 91 | 136 | –  | –   | –  | - USA: 1,8 tys.+ |
| The Fall of Hearts                      | - Data: 20 maja 2016 - Wydawca: Peaceville Records     | 144 | 31 | 6  | 11 | 70  | 48 | 188 | 42 | - USA: 6,3 tys.+ |
| City Burials                            | - Data: 24 kwietnia 2020 - Wydawca: Peaceville Records |     |    |    |    |     |    |     |    |                  |
| Sky Void Of Stars                       | - Data: 20 stycznia 2023 - Wydawca: Napalm Records     |     |    |    |    |     |    |     |    |                  |
| „–” oznacza, że album nie był notowany. |                                                        |     |    |    |    |     |    |     |    |                  |

Albumy koncertowe
| Live Consternation                      | - Data: 28 maja 2007 - Wydawca: Peaceville Records    | –  | –  |                  |
| Last Fair Day Gone Night                | - Data: 17 czerwca 2013 - Wydawca: Peaceville Records | 49 | –  |                  |
| Sanctitude                              | - Data: 30 marca 2015 - Wydawca: Kscope Music         | 48 | 95 | - USA: 0,5 tys.+ |
| „–” oznacza, że album nie był notowany. |                                                       |    |    |                  |

Albumy wideo
| Tytuł      | Dane dot. albumu                              | Pozycja na liście | Pozycja na liście |
| Tytuł      | Dane dot. albumu                              | FIN               | SWE               |
| ---------- | --------------------------------------------- | ----------------- | ----------------- |
| Sanctitude | - Data: 30 marca 2015 - Wydawca: Kscope Music | 3                 | 1                 |

Single
| „My Twin”                                | 2006 | 9 | 20 | –  | The Great Cold Distance |
| „Deliberation”                           | 2006 | – | –  | –  | The Great Cold Distance |
| „July”                                   | 2007 | – | –  | –  | The Great Cold Distance |
| „Day and Then the Shade”                 | 2009 | – | –  | –  | Night Is the New Day    |
| „The Longest Year”                       | 2010 | – | –  | 90 | Night Is the New Day    |
| „–” oznacza, że singel nie był notowany. |      |   |    |    |                         |

Minialbumy
| Tytuł                           | Dane dot. albumu                                        |
| ------------------------------- | ------------------------------------------------------- |
| Jhva Elohim Meth... The Revival | - Data: 7 lipca 1993 - Wydawca: Vic Records             |
| For Funerals to Come            | - Data: 1995 - Wydawca: Avantgarde Music                |
| Sounds of Decay                 | - Data: 8 grudnia 1997 - Wydawca: Peaceville Records    |
| Saw You Drown                   | - Data: 1 stycznia 1998 - Wydawca: Peaceville Records   |
| Teargas                         | - Data: 20 lutego 2001 - Wydawca: Peaceville Records    |
| Tonight’s Music                 | - Data: 26 listopada 2001 - Wydawca: Peaceville Records |
| The Longest Year                | - Data: 15 marca 2010 - Wydawca: Peaceville Records     |
| Buildings                       | - Data: 19 sierpnia 2012 - Wydawca: Peaceville Records  |

Splity
| Tytuł                  | Dane dot. albumu                             |
| ---------------------- | -------------------------------------------- |
| Katatonia / Hades      | - Data: 1996 - Wydawca: Mystic Production    |
| Primordial / Katatonia | - Data: 1997 - Wydawca: Misanthropic Records |

Kompilacje
| Tytuł                 | Dane dot. albumu                                       |
| --------------------- | ------------------------------------------------------ |
| Brave Yester Days     | - Data: 28 kwietnia 2004 - Wydawca: Avantgarde Music   |
| The Black Sessions    | - Data: 21 lutego 2005 - Wydawca: Peaceville Records   |
| Introducing Katatonia | - Data: 26 kwietnia 2013 - Wydawca: Recall             |
| Kocytean              | - Data: 19 kwietnia 2014 - Wydawca: Peaceville Records |

Dema
| Tytuł            | Dane dot. albumu                                   |
| ---------------- | -------------------------------------------------- |
| Rehearsal        | - Data: 1991 - Wydawca: wydanie własne             |
| Jhva Elohim Meth | - Data: 1992 - Wydawca: wydanie własne             |
| Rehearsal 92     | - Data: październik 1992 - Wydawca: wydanie własne |

## Teledyski
| Tytuł                                                   | Rok  | Reżyseria        | Album                   | Źródło |
| ------------------------------------------------------- | ---- | ---------------- | ----------------------- | ------ |
| „Deliberation”                                          | 2006 | Charlie Granberg | Deliberation            | [ 35 ] |
| „My Twin”                                               | 2006 | Charlie Granberg | The Great Cold Distance | [ 36 ] |
| „July”                                                  | 2007 | Charlie Granberg | The Great Cold Distance | [ 37 ] |
| „Day And Then The Shade”                                | 2009 | Lasse Hoile      | The Great Cold Distance | [ 36 ] |
| „The Longest Year”                                      | 2010 | Charlie Granberg | Night Is The New Day    | [ 38 ] |
| „Dead Letters” (lyric video)                            | 2012 | –                | Dead End Kings          | [ 39 ] |
| „Lethean”                                               | 2013 | Lasse Hoile      | Dead End Kings          | [ 40 ] |
| „The One You Are Looking For Is Not Here” (lyric video) | 2013 | –                | Dethroned and Uncrowned | [ 41 ] |
| „Old Heart Falls” (lyric video)                         | 2016 | –                | The Fall of Hearts      | [ 42 ] |
| „Serein” (lyric video)                                  | 2016 | –                | The Fall of Hearts      | [ 43 ] |
| „Shifts”                                                | 2016 | Lasse Hoile      | The Fall of Hearts      | [ 44 ] |

## Nagrody i wyróżnienia
| Rok  | Kategoria             | Tytułem        | Nagroda | Nota      | Źródło |
| ---- | --------------------- | -------------- | ------- | --------- | ------ |
| 2013 | Årets Hårdrock/Metall | Dead End Kings | Grammis | Nominacja | [ 45 ] |